# アリ植物

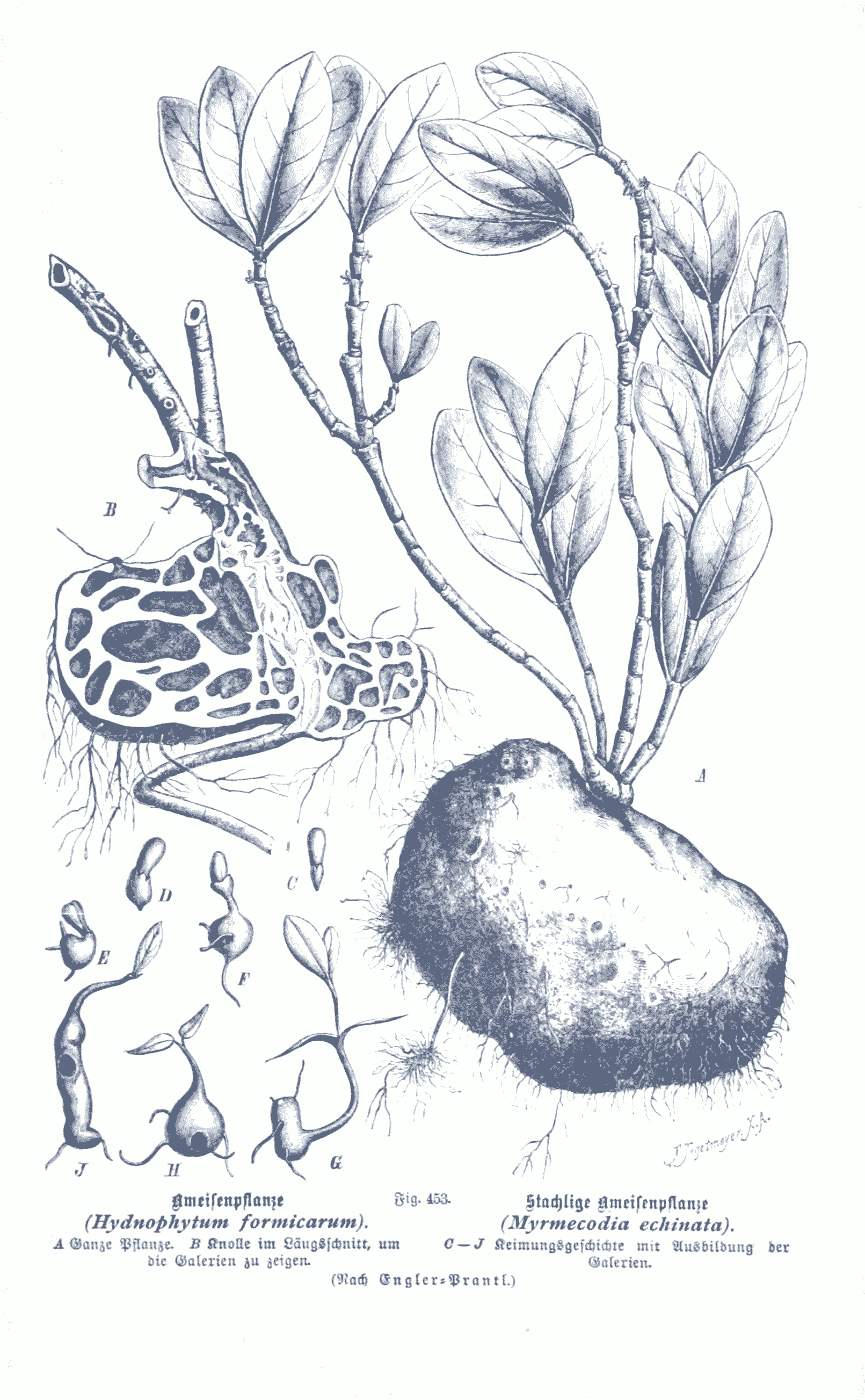
アリ植物2種
左はアリノスダマ・右はアリノトリデ

アリ植物（アリしょくぶつ）とは、アリと共生関係を持ち、その植物体の上にアリを常時生活させるような構造を持つ植物のことである。日本には確実なものはないが、世界各地の熱帯域にその例が知られる。

## 概説
アリは小さいが肉食性が強いものも多く、丈夫で攻撃力もあり、しかも大きな集団で活動するので一部の特殊な動物以外はそれを避ける傾向がある。そのため、アリが多くいるところにはそのような動物は寄りつかないか、アリによって排除される。そこで、自分の体の上でアリが暮らせるように進化した植物があり、それをアリ植物（myrmecophyte、ant plantとも）と言う。このような植物では、アリが巣を作るための腔所が植物体のどこかに作られ、またアリが好む蜜を分泌するなど、アリを誘引し、栄養供給を行う仕組みを持っているものが多い。アリの方から見ても、すみかと餌を提供される利点があるから、これは相利共生の関係と言える。高度なものでは特定のアリの種との関係が見られる。そのような場合、アリの方も他者に攻撃的になり、その植物に近寄る小動物への攻撃や周辺の植物をかみ切る例もある。このような型を防衛共生型と言うこともある。
もう一つ、アリを植物体上に生活させることは、その排出物が窒素源、リン酸源といった植物にとって重要な肥料分となるという面がある。特にこの面が主体と思われるものは栄養補給型（栄養共生型とも）のアリ植物と言われる。この型のものは、ごく貧栄養な土壌に生育するものや、着生植物のものなど、いずれも肥料が不足すると思われる環境に生育する。その場合、アリへの餌供給は行われない例も多く、アリの種特異性も低い。ただし、この両者の区別はそれほど明確ではないかも知れない。
アリ植物は世界に約500あるが、特定の分類群としては存在せず、さまざまな分類群に点在する。その群がすべてアリ植物であることも、一部のみがそうである例もある。種子植物のみでなく、シダ植物にもその例がある。それらはそれぞれ独自にアリ植物化したものと考えられる。外見的には、アリの住み込む場所が大きくふくらんだりと、独特の形を取るものもあるが、特に見かけではわからない例も多い。

### 意味
上記のようにアリは本来は肉食の凶暴な昆虫で、アリの集団には他の昆虫やその他小動物が近づかない。脊椎動物でもアリを嫌う例がある。アリグモのようにアリに擬態する虫があるのもこれによる。またアブラムシやツノゼミ類の幼虫が蜜を分泌してアリに与えるのも、その結果としてアリがそれらを食料供給源としてその周囲に居着き、さらにはそれらを防衛することから、アリに守られる効果によると考えられる。
これは植物にとっても同様であり、むしろ植物の場合、アリに食害される可能性が少ないだけによりありがたいとも言える。多くの植物が花に蜜を持ち、これは訪花昆虫を呼び込む効果を持ち、それによって花粉媒介を担わせるものである。ところが花が咲く前から、花茎に蜜腺があって蜜を出していたり、葉にも蜜腺がある植物も多く見られる。これは、上記のアブラムシのようにアリを誘っており、アリが常在する状況を作ることで結果的にアリに防衛される効果が得られるためと考えられる。アリ植物はこの傾向が極端に進んだものと見ることができる。
アリ植物にはこのようなアリと植物体上での栄養供給、さらにアブラムシなどの昆虫も関わりを持つ例があり、このような状況を基礎として発達したものと考えられる。
類似のものにダニ室がある。葉裏に生じる小さな窪みや毛束のようなもので、そこに住み着くダニ類が葉を害するダニや菌類を食うのでダニには住処を、植物は病害虫の駆除を得る双利共生の関係を作るものと考えられ、その点でアリ植物に似ている。ただしダニ室の方がより普遍的に見られ、様々な樹木に見られる。ただしその意味には疑問もあり、現在はようやく研究が進み始めたところである。

## 特徴
アリ植物に共通する特徴としては、植物体の一部にアリが巣として使える腔所を持つことが挙げられる。その形や位置はさまざまで、葉や托葉が巻き込むようにして部屋を作るもの、茎や根茎内部に空洞を形成するものなどがある。
また、何等かの栄養分を分泌してアリの食料に供する例も多い。葉や茎に蜜腺を持ち、蜜を分泌するのは多くのもので見られる。より特殊なものとしては、タンパク質や糖分の多い特に分化した構造を作る例もある。このようなものは栄養補給型のアリ植物では発達しない。ただしアブラムシやカイガラムシが関係する例もあり、判断は難しい。

### 巣のあり方
※以下の文に登場する学名の一部に関しては Govaerts, R., Goyder, D. & Leeuwenberg, A. (2021). World Checklist of Apocynaceae. Facilitated by the Royal Botanic Gardens, Kew. Published on the Internet; https://wcsp.science.kew.org/ Retrieved 6 November 2021 を参照。
巣になる部位は植物によって様々である。外見的にはわからない場合から、大きくふくらんでよく目立つ例まである。いずれにせよ、それらはアリがそれを作るものではなく、また虫こぶのように虫の影響で植物が変形するものでもなく、アリが存在しない段階から植物が自発的に形成する。ただし出入り口はアリが自ら作るものもある。なお、アリの巣の位置は地上部であり、地下ではない。
茎を利用する代表的なものにイラクサ科のセクロピア Cecropia がある。この植物では節を持つ茎の内部は竹のように仕切によって分割された空洞になっている。女王アリはその壁に穴を空けて内部に侵入し、そこを巣として利用する。この植物では外見的には普通の茎と大差ない。
匍匐茎を巣にする例もある。シダ植物のエゾデンダ属 Polypodium のものは樹皮上に細長い匍匐茎を伸ばす着生植物で、そのあちこちから葉をつける。マレーシアの P. sinuosum の匍匐茎は外見的には他の種とさほど変わらない棒状のものだが、内部は空洞になっており、ここにアリが入る。同じくウラボシ科の Lecanopterisでは、同科の他のシダのように匍匐茎が棒状や円柱状ではなく、円盤状に広がってふくらみ、でこぼこの多い餅のような外見をしており、内部には多数の空洞がある。
アカネ科の着生植物であるアリノスダマ Hydnophytum の場合、樹木に着生する茎の茎の基部が大きくふくらんでその内部に迷路状の空洞があり、これにアリが住み着くが、この部位は茎ではなく、胚軸の下部に相当するという。
托葉が巣になる例として、アカシアの1種であるアリアカシア類ではそれが丸くふくらんで先端が棘となっている。その内部が空洞になり、アリはここに住み着く。トウの仲間のトウサゴヤシ属 Korthalsia では葉鞘の先端が茎に沿って葉柄より上に伸び、その部分がふくらんでアリの隠れ家となる。
東南アジアからオーストラリアに分布するマメヅタカズラ属 Dischidia は蔓性の植物であるが、そのいくつかがアリ植物であり、葉にアリの巣となる構造を作る。最も目立つ種であるアケビカズラ (Dischidia major; シノニム: D. rafflesiana) では葉に二型があり、小さい方は普通の葉であるが、大きい方が壷状となっており、その内部がアリの隠れ場として利用される。また Dischidia cochleata (シノニム: D. coccinea) などではそのような特別な葉はなく、葉は円形で丸く盛り上がり、裏面は窪んでいて、これを樹皮表面に伏せるとその下の空間がアリの巣になる。

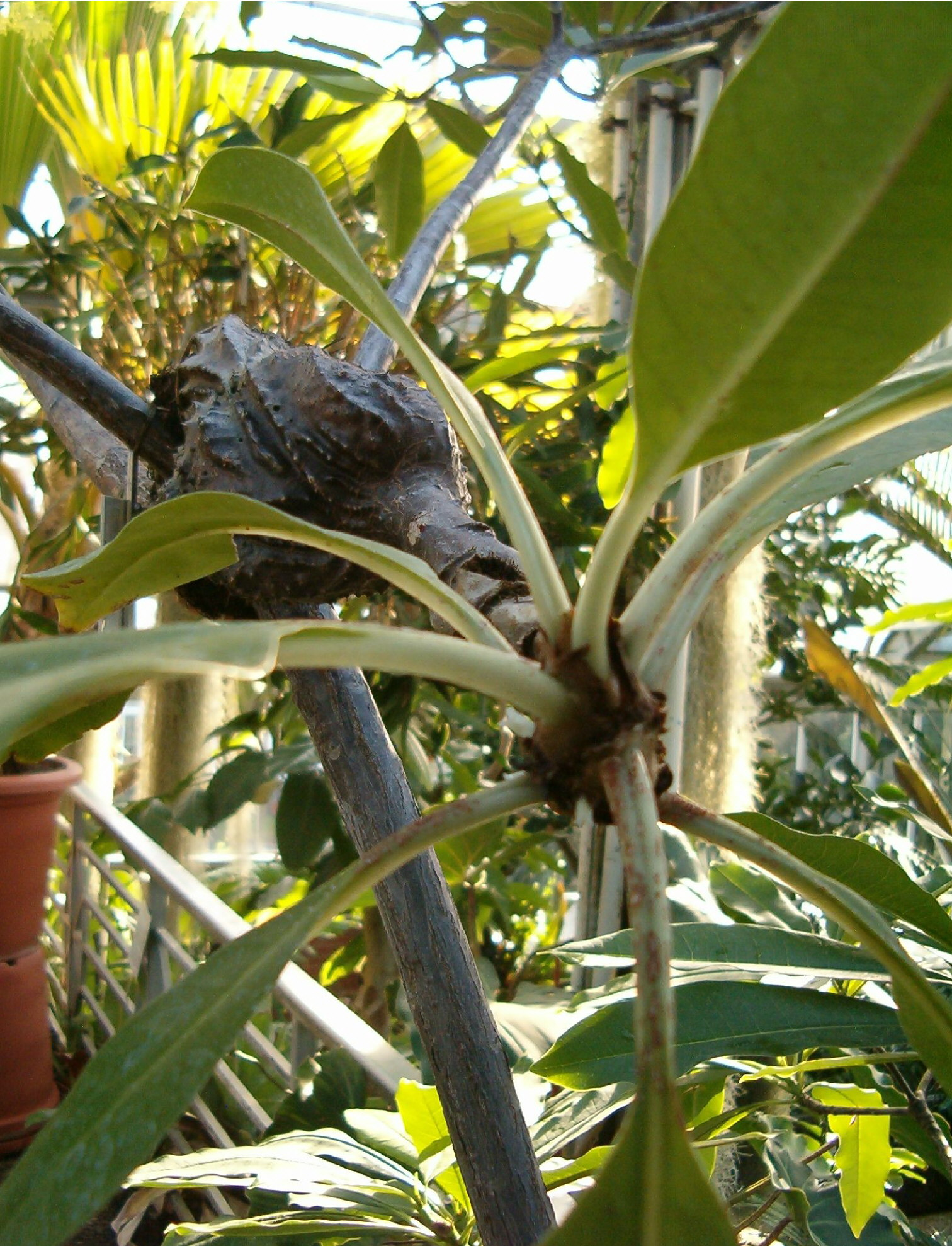
アリノトリデの1種

なお、栄養補給型のものでは、巣内部に栄養を吸収するための構造が発達している例もある。アリノスダマに似た着生植物であるアリノトリデ Myrmecodia では、アリの巣になっている茎の内部の空洞の内面の一部にざらざらになった部分があり、ここで栄養吸収が行われる。アリノストリデはマングローブの樹木に着生するもので、一般の森林の着生植物より肥料の摂取が難しいと思われる。上記のアケビカズラでは壷状の葉の中に植物自身の根が入り込んで枝を出し、これがアリの巣を構成すると共に、明らかに栄養の吸収に役立っている。また D. coccinea の場合にもその葉によって作られる空間の下には根が広がる。

### 栄養供給
植物体上に特別なものを作る例としては、セクロピアでは葉柄基部にある托葉の表面にミュラー体（フードボディとも）という小粒を作る例が知られる。この小粒はグリコーゲンを多く含んでいる。また、アリアカシアでは葉先にBeltian body と呼ばれる小粒をつけ、これは植物組織に由来する構造ではあるが、糖類とタンパク質を豊富に含んでおり、たやすく脱落する。これらはいずれもアリによって収穫される。

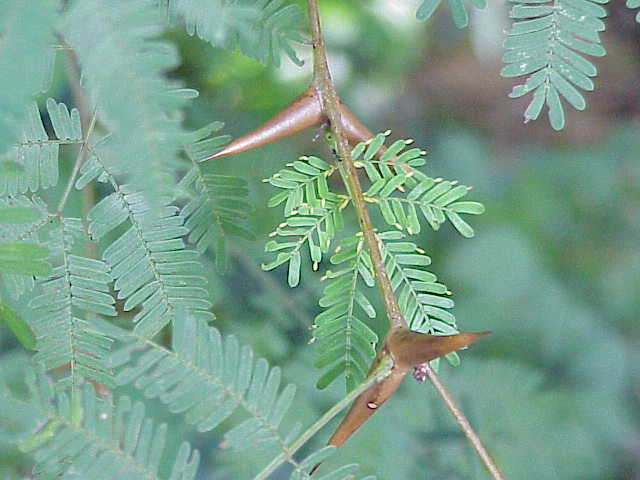
アリアカシアの1種
ふくらんだ棘がアリの巣になる。
中央あたりで多数の小葉の先端にBeltian bodyがついている。

このようなものはいずれもアリに対する餌の供給の意味を持つと考えられる。栄養面から見ても、一般の植物組織よりも動物にとって栄養豊富になっている。アリアカシアではこれを摂取するハエトリグモも知られている（バギーラ・キプリンギ）。同様なものはアリによって種子散布される植物の種子にも見られ、それらはカルンクラと言われる。ただしカルンクラの意味には異なった解釈もある。
なお、アリが植物を害する寄生虫を持ち込む例もある。たとえばアケビカズラやトウサゴヤシ属では、アリがその巣になる葉の内部にカイガラムシを持ち込んで生活させることが知られている。これは植物を害する行動と取れるが、アリはこれらの昆虫に蜜を分泌させ、それを得ることで餌の供給源のように使っている。したがって植物にとっては間接的なアリへの給餌とも見ることができる。

## アリの行動に関して
セクロピアに住み着くアステカアリの場合、この植物にやってくる小動物からほ乳類に至るまでを攻撃することが知られており、この植物の捕食者を退ける役割を果たしている。また、この植物に巻き付く蔓を切り、周辺の植物の葉を食いちぎることも知られており、これは植物にとっての競争者を排除する役割を担うことになる。アリアカシアでも、住み着くアリがアカシアを食べようとする草食動物を攻撃することが知られている。
これに対して栄養補給型のアリ植物に生息するアリではそのような攻撃的な行動は少なく、植物を守るような行動も目立たないといわれる。しかしたとえばアケビカズラはその袋状の葉に根が入り込み、明らかに栄養をここで吸収していると見られるが、他方でそれを採集しようとするとアリに攻撃されると伝えられる。トウサゴヤシの場合も、 Holttumは必ずアリが入っているとは限らないこと、アリへの直接の餌供給がないことなどを記しているが、アッテンボローはこれにふれると激しくアリの攻撃を受けると記している。
種子散布にもアリが絡む例が知られている。マメヅタカズラ属では種子は地上に落下するが、その後にこれをアリが運ぶ。アリ植物であるシダ類では、胞子嚢に脂肪体が付属しており、やはりアリに運ばれる。マメヅタカズラ属では、花粉もアリによって媒介される可能性があり、これがこの植物がアリ植物となった原因の一つではないかとの見方もある。

## より複雑な例
熱帯のオオバギ属の30種足らずがアリ植物となっており、セクロピアのように茎に出来る巣穴にアリが住み込む。この例ではアリがカイガラムシを巣穴に持ち込んで繁殖させるが、むしろカイガラムシとアリ、それにアリ植物が関わる三者の共生関係と見なされている。この例ではさらに植物は托葉が折れ曲がった構造の内部にアリのための栄養供給物質を作り、アリの幼虫はこれで育てられる。また、このアリの攻撃に抵抗できるように適応したシジミチョウ科の幼虫があるなど、他の種をも巻き込んだ複雑な種間関係が観察される。

## 分布
アリ植物は熱帯に見られる。熱帯雨林だけでなく、より広い環境で見られるものである。たとえばアケビカズラは熱帯雨林から熱帯モンスーン林にまで生育するし、アリノストリデはマングローブに出現する。しかし、温帯などでは知られていない。同属の植物が温帯まで分布している例もあり、また葉に蜜腺を持つ植物は温帯にも結構見られることからも植物とアリの関係は温帯でもさほど変わらないと思われ、アリ植物が存在しないことは不思議である。これは、アリにとって植物体の内部での越冬が困難なためとの説もある。

## アリ植物の例
- シダ植物
  - ウラボシ科；Lecanopteris：東南アジア（13種）・Solanopteris：南アメリカ（3種）・エゾデンダ属
- 種子植物
  - コショウ科：コショウ属
  - タデ科：Cocropia adenopus・Triplaris americana
  - イラクサ科：Cecropia セクロピア：中央-南アメリカ（75種）・Poikilospermum：東南アジア（20種）
  - マメ科（クロンキスト体系ではネムノキ科）：（伝統的にアカシア属とされてきたもの）： Vachellia sphaerocephala アリアカシア：メキシコ・V. cornigera：メキシコーコスタリカ・V. drepanolobium アカキア・ドレパノロビウム：アフリカ
  - トウダイグサ科：オオバギ属（熱帯域の30種足らずがアリ植物）
  - トケイソウ科：Barteria fistulosa
  - キョウチクトウ科（クロンキスト体系ではガガイモ科）：Discidia　マメヅタカズラ属（アケビカズラ他）
  - アカネ科：Hydnophytum アリノスダマ：東南アジア-太平洋諸島（80種）・Myrmecodia　アリノトリデ：インドシナ-オーストラリア（26種）・Cuviera angolensis
  - ヤシ科：Korthalsia トウサゴヤシ属
  - パイナップル科：ハナアナナス属の偽鱗茎を持つ種